# Felanitx
Felanitx, en catalan et officiellement (Felanich en castillan), est une commune d'Espagne de l'île de Majorque dans la communauté autonome des Îles Baléares. Elle est située au sud-est de l'île et fait partie la comarque de Migjorn.

## Géographie

Localisation de l'île Majorque dans les Îles Baléares.
Localisation de Felanitx dans l'île de Majorque.
Localisation de la comarque de Migjorn dans l'île de Majorque.

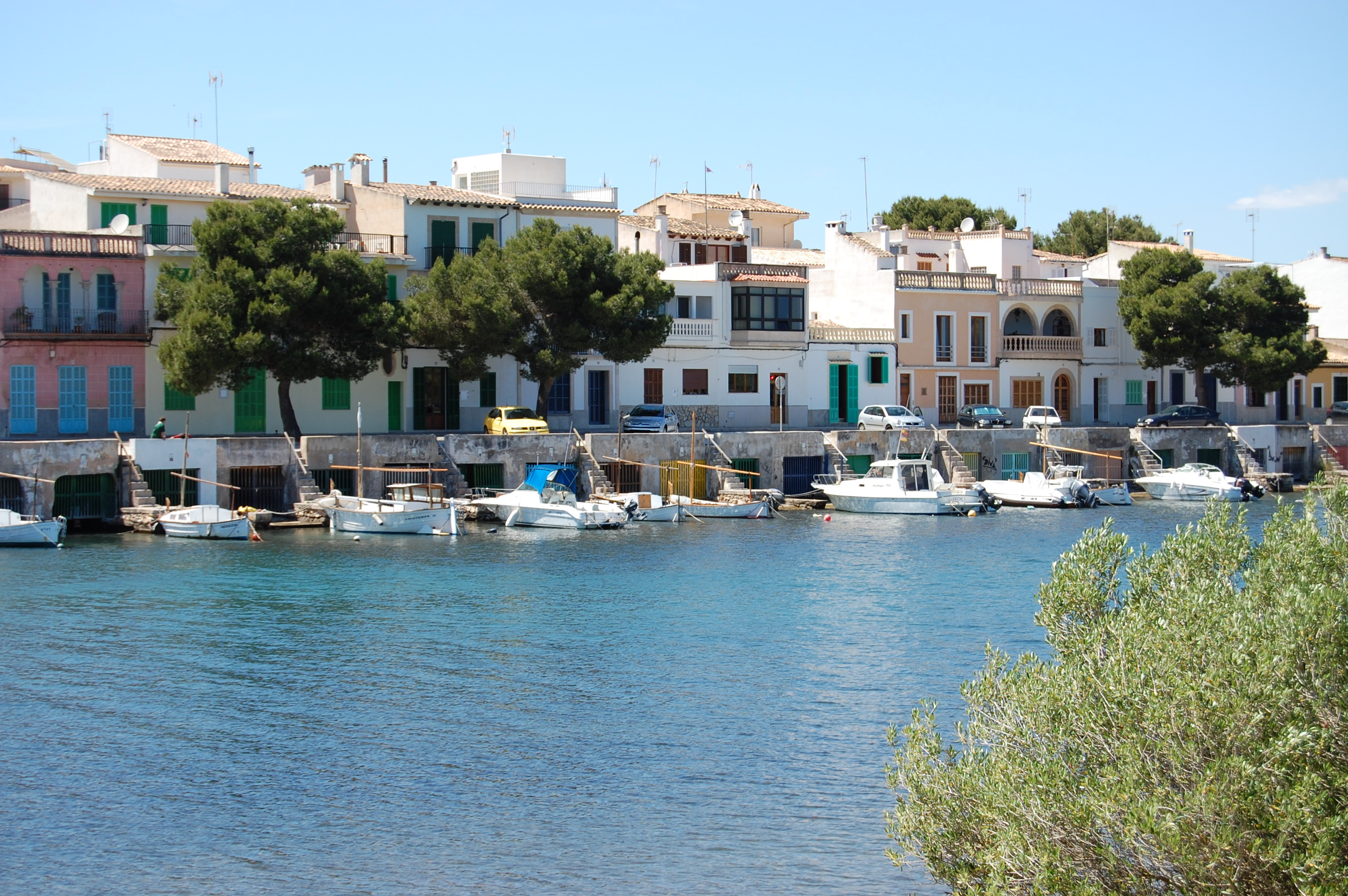
Vue de Portocolom

Située à environ 50 km au sud-est de Palma de Majorque, la commune de Felanitx s'étend sur 170 km2 et a une population d'environ 17 000 habitants en 2013.
Elle regroupe onze localités que sont : Ca's Concos, Es Carritxó, Felanitx (la principale ville de 9 570 habitants), S'Horta (1 122 habitants), Portocolom (3 676 habitants), Son Mesquida, Son Negre, Son Proenç, Son Valls, Cala Ferrera, et Cala Serena.
Le point culminant de la commune est le mont Saint-Salvador situé à 509 mètres d'altitude. Il abrite un monastère.

## Histoire
Le territoire de la commune est occupé dès l'Âge du Bronze comme l'atteste le site préhistorique d'Es Closos de Can Gayà, village daté du Naviforme.
La fondation de Felanitx date du XIIIe siècle lors de la conquête des îles Baléares par les chrétiens. De cette époque date le Castell de Santueri.

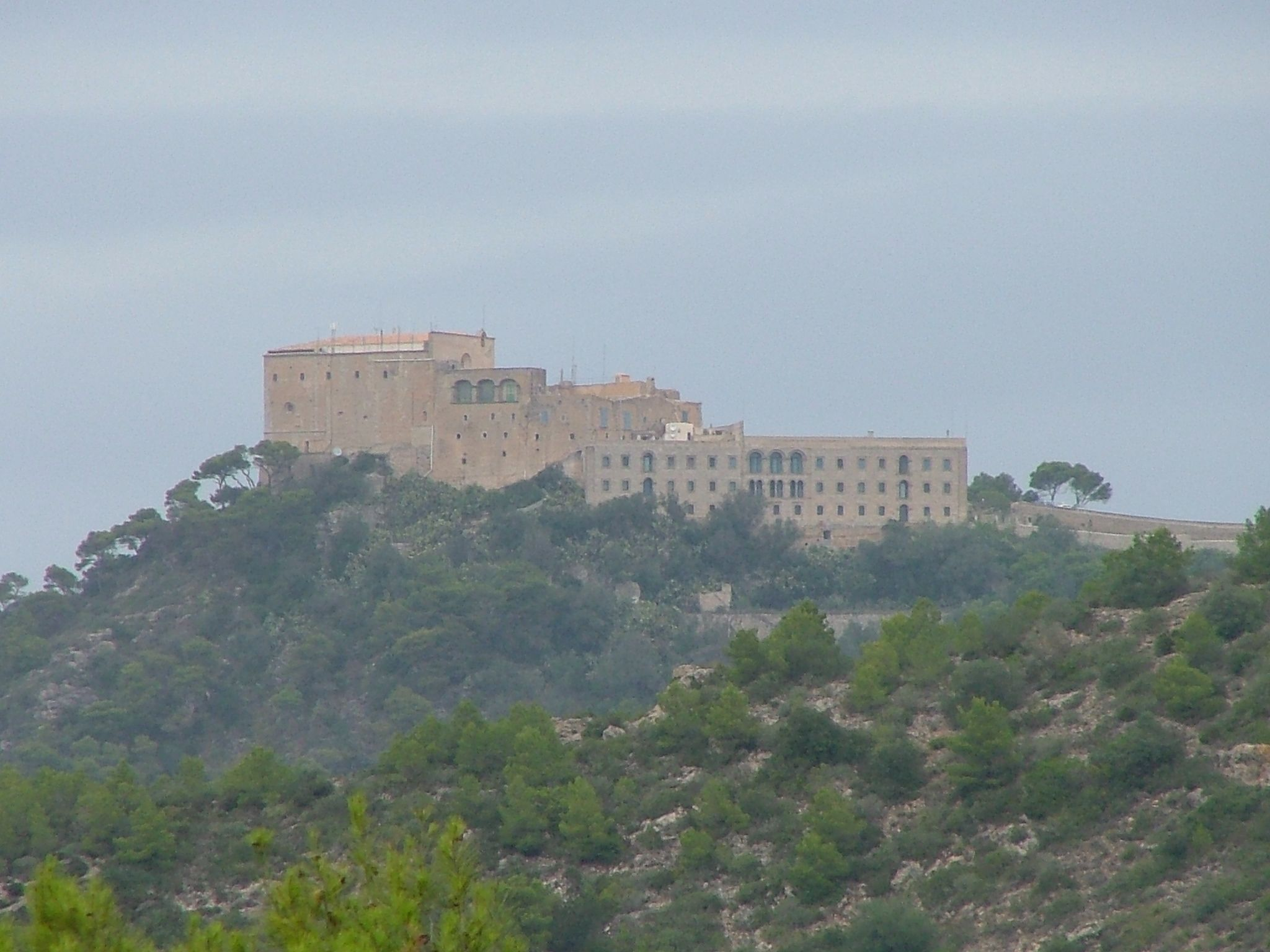
Le couvent de Saint-Salvador.
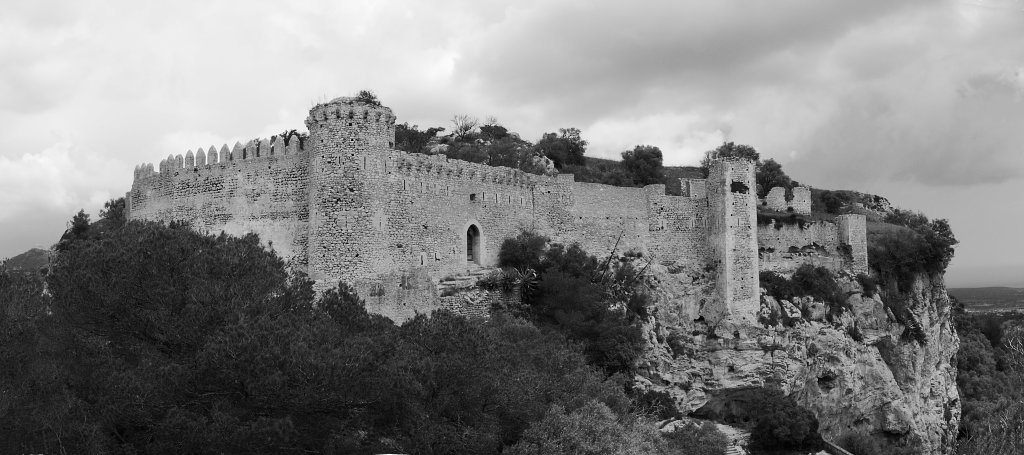
Le Castell de Santueri.

## Économie
Une partie de l'économie historique de la ville repose sur les distilleries de brandy, qui eurent un pic en 1749 avec 60 entreprises recensées.

## Culture et patrimoine
Felanitx abrite le Musée Cosme Bauçà inauguré le 28 août 1963 sur le fonds que Cosme Bauçà a légué à la ville. Le musée organise de nombreuses manifestations culturelles (expositions, conférences…).
La ville est également célèbre pour une ancienne danse traditionnelle locale, la Els Cavallets, dansée par sept jeunes garçons de dix à treize ans. Cette danse remonte à 1603 et à la fondation du couvent Saint-Augustin.

## Personnalités liées à la ville
- L'homme politique républicain espagnol Pere Oliver, maire de Felanitx.
- Le peintre contemporain Miquel Barceló est né et habite partiellement à Felanitx.
- L'organiste et compositeur Joan Baptista Aulí.
- Le champion du monde de cyclisme Guillem Timoner, né à Felanitx.